# Eva Rosa Santos
Eva Rosa Santos é uma empresária e activista luso-angolana.

## Biografia
Nasceu no Lobito, em Angola, sendo de nacionalidade luso-angolana.
É formada em Psicologia Social e das Organizações pelo Instituto Universitário de Lisboa, com especialização em gestão de empresas pela Universidade Politécnica de Madrid e especialização em Recursos Humanos pela Universidade Católica de Lisboa.
Exerce como empresária, tendo durante cerca de um quarto de século trabalhou na área dos recursos humanos. Em 2021, exercia como directora de pessoas e cultura do Standard Bank Angola. Destacou-se como activista no campo do empreendedorismo e da igualmente do género, principalmente em termos do papel das mulheres na liderança, tendo sido considerada pelo Portal Ango Line como «uma pioneira na promoção da liderança feminina e da equidade de género», e que «com a sua vasta experiência em recursos humanos e psicologia, tem influenciado positivamente a trajectória profissional de líderes nesta dimensão». Foi responsável pela fundação das iniciativas Liderança Feminina em Angola, em 2019, e da Comunidade de Recurso Humanos, e pelo desenvolvimento do método INSPIRA, que apoia os indivíduos interessados em posições de liderança. A Liderança Feminina em Angola é considerada como uma organização pioneira na promoção da liderança feminina e igualdade de género, e em 2024 aderiu ao Pacto Global da ONU, o que, segundo a revista Bantumen, representou «um marco significativo para a organização e para Angola na promoção de lideranças femininas e no trabalho desenvolvido em prol da equidade de género». Num comunicado de imprensa à Forbes, Eva Rosa Santos afirmou que esta adesão permitiu «uma sustentabilidade e uma força global que nos ajudará a fazer parte de um movimento mais justo e maior do que nós e de que o mundo precisa desesperadamente», tendo acentuado a sua intenção de «levar a Liderança Feminina além-fronteiras».
Entrevistada pela revista portuguesa Liderança no Feminino, descreveu o papel das mulheres empreendedoras em Angola como «ainda muito atribulado, competitivo e difícil» e a carreira da mulher empresária como «um desafio constante e permanente de um mundo ainda muito masculino. Onde a mulher deve ter a capacidade de alavancar negócios (pequenos ou grandes) que tragam valor e que seja rentável». Em 9 de Março de 2024, foi entrevistada pela empresa noticiosa Agência Angola Press, e no dia 13 foi a convidada no programa Fórum África, do canal de televisão RTP África, onde falou sobre a situação e os desafios que as mulheres enfrentavam na sociedade angolana.
Em 2021, foi considerada como «uma das principais lideranças femininas de Angola» pelo portal noticioso brasileiro Acionista. Entre as conferências em participou, contam-se o Congregarh, organizado pela Associação Brasileira de Recursos Humanos do Rio Grande do Sul em Setembro de 2021, onde discursou sobre o papel das mulheres na vida executiva. Também é uma das oradoras do Africa CEO Forum, na plataforma Women Working for Change. Destacou-se igualmente pelo seu contributo na imprensa, tendo escrito para periódicos de vários países. Entre os seus artigos contam-se o A humanização nas organizações é uma moda?, publicado na revista Líder em 2023.
Também em 2023, publicou o livro O meu livro que é o teu livro – todos temos voz!, tendo Eva Rosa Santos explicado que a obra «serve fundamentalmente de apoio aos meus clientes de mentoria, coaching, para os workshops e formações realizadas, sob o chapéu da Liderança Feminina em Angola», e que «mais do que um livro, é um guia de aprendizagem e auto-conhecimento que ajuda as pessoas a crescerem como líderes».